# Bezděčín (přírodní památka)
Bezděčín je přírodní památka severně od stejnojmenné vesnice jižně od Mladé Boleslavi ve Středočeském kraji. Vyhlášena byla 23. června 2012 za účelem ochrany populace sysla obecného. Území se překrývá se stejnojmennou evropsky významnou lokalitou Natura 2000.

## Přírodní poměry

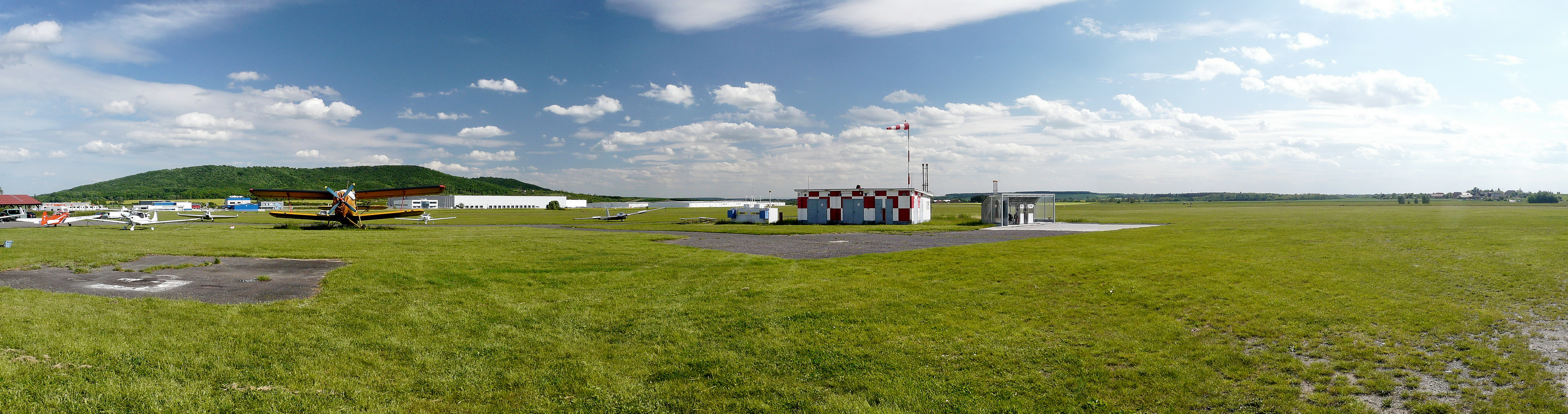
Letiště Mladá Boleslav a Přírodní památka Bezděčín, vlevo vzadu Chloumecký hřbet

Chráněné území s rozlohou 74, 84 hektarů se nachází v katastrálních územích Bezděčín u Mladé Boleslavi, Čejetice u Mladé Boleslavi a Chrást u Mladé Boleslavi. Velikost populace kriticky ohroženého sysla obecného (Spermophilus citellus) zde dosahuje přibližně 350 jedinců. Populace je vázána na pravidelně kosený trávník v areálu sportovního letiště.